# Joachim Tschirner

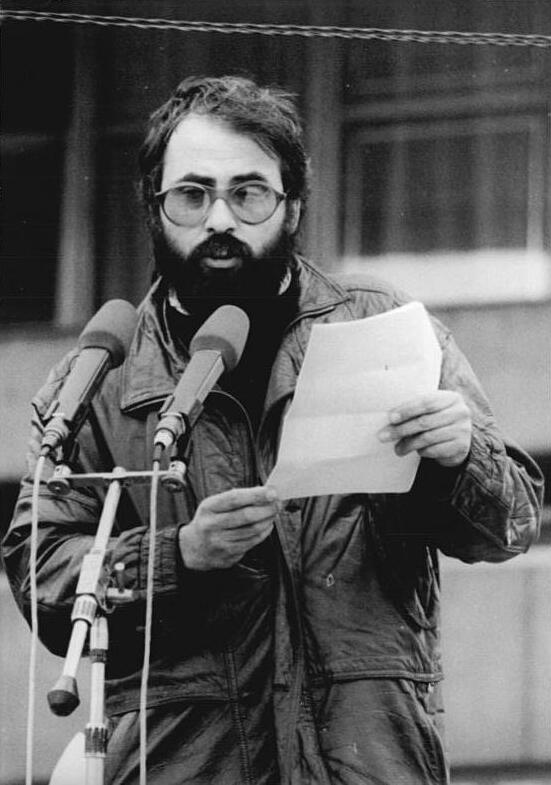
Tschirner spricht bei der Berliner Alexanderplatz-Demonstration am 4. November 1989

Joachim Tschirner (* 1. März 1948 in Wittenberge) ist ein deutscher Dokumentarfilmregisseur. Er ist Mitglied der  Deutschen Filmakademie und war Autor und Regisseur bei mehr als dreißig Kino- und Fernsehdokumentarfilmen. Tschirner engagiert sich auf medienpolitischem und humanitärem Gebiet.

## Leben und Arbeit
Joachim Tschirner legte 1968 das Abitur an der Berliner Händel-Oberschule ab. Er erlernte den Beruf eines Akzidenz-Schriftsetzers.
Von 1970 bis 1974 studierte er Kulturtheorie und Ästhetik an der Humboldt-Universität zu Berlin. Seit 1974 arbeitete er als Redakteur und seit 1980 als Autor und Regisseur im DEFA-Studio für Dokumentarfilme.
Einer Veröffentlichung des Filmmuseums Potsdam zufolge kam Tschirner „auf dem letzten Vor-Wende-Kongreß der Film- und Fernsehschaffenden 1988 als einziger Jüngerer zu Wort. Er forderte, die Ideen von Perestroika und Glasnost zu verteidigen, was für die DDR einem radikalen Umbau der Gesellschaft gleichkam.“
Bei der Demonstration für Reise-, Meinungs-, Presse- und Versammlungsfreiheit am 4. November 1989 in Ost-Berlin trat Tschirner als Redner auf. In der Rede bezweifelte er, dass eine wirkliche Wende möglich sei, solange die noch in den Chefetagen der Sendeanstalten und Redaktionen säßen, die lediglich ihre Sessel um 180 Grad gedreht hätten.
Nachdem im November 1989 Vorstand und Präsidium des Film- und Fernsehverbandes der DDR zurücktreten musste, wurde Tschirner zum neuen Vorsitzenden gewählt. Als 1991 alle künstlerischen Mitarbeiter aus dem DEFA-Studio für Dokumentarfilme entlassen wurden, gründete Tschirner die Autorenvereinigung Um Welt Film mit angeschlossener eigener Filmproduktion.
1996 gründete er die Hilfsorganisation Wasser für die Kinder des Aralsees, als deren Vereinsvorsitzender er bis zur Liquidation des Vereins im Jahr 2009 aktiv war. Dieser Verein transportierte mit mehreren Hilfstransporten dringend benötigte Güter in das Katastrophengebiet am Aralsee. Dort sanierte der Verein u. a. die Kinderabteilung des Sultanov-Tuberkulose-Zentrums in der Hauptstadt der Republik Karakalpakistan, Nukus.
Tschirner ist der Vater der Schauspielerin Nora Tschirner.

## Stasi-Mitarbeit
Durch einen Bericht der Welt wurde 2011 bekannt, dass Tschirner seit 1973 unter dem Decknamen „Hans Matusch“ als Inoffizieller Mitarbeiter (IM) beim Ministerium für Staatssicherheit (MfS) der DDR geführt wurde. 1984 erhielt er eine Medaille als Auszeichnung für Treue Dienste im Ministerium für Staatssicherheit. Zwar habe er an die Staatssicherheit keine schriftlichen Berichte geliefert, aber laut seiner Akte mehrfach Menschen mit mündlichen Informationen in Bedrängnis gebracht. Zuletzt traf er sich der Akte zufolge am 2. Oktober 1989 in einer konspirativen Wohnung mit einem Stasioffizier, wenige Wochen vor seiner berühmten Rede auf dem Alexanderplatz. Joachim Tschirner äußerte sich in einer im Herbst 2012 erschienenen Biografiensammlung von 21 DEFA-Regisseuren zu den Vorwürfen. Die Darstellung der Zeitung spiegele weder den Inhalt der Gespräche mit Mitarbeitern des MfS noch Tschirners Positionen wider. Er habe keine denunziatorischen Berichte geschrieben und keine vertraulichen Informationen über Personen weitergegeben. Laut Tschirner ging es bei seinen Kontakten mit der Stasi vor allem um politische Auseinandersetzungen, die sich nicht von denen unterschieden, die er in aller Öffentlichkeit geführt habe.

## Filmografie (Auswahl)
- 1977: Berlin Köpenick. Ein Stadtbezirk der Hauptstadt der DDR
- 1983: Canto General – Der große Gesang von Pablo Neruda und Mikis Theodorakis
- 1984: Sag: Himmel. Auch wenn keiner ist. – Begegnung mit Jannis Ritsos
- 1985: und am Ende DAS KONZERT
- 1985–1991 Katrins Hütte (Langzeitdokumentation)
- 1986: Der Minoische Frieden
- 1987: Katrin
- 1988: Rapport
- 1988–1994 Dokumentation Sachsenhausen
- 1988: Zum Sehen geboren
- 1989: Diesseits und jenseits der deutschen Grenze (gemeinsam mit Lew Hohmann)
- 1989–1991 Kein Abschied – Nur fort (gemeinsam mit Lew Hohmann)
- 1990: Max III
- 1990: Keine Gewalt (gemeinsam mit Lew Hohmann)
- 1993–1997 Abstich (Langzeitdokumentation)
- 1991: Ein schmales Stück Deutschland (gemeinsam mit Lew Hohmann und Klaus Salge)
- 1991: Vridolin
- 1992: Fernseher aus – Sternschnuppen an
- 1993: Am siebten Tag über den Syr Darja
- 1995: Sieben Tage – Da unten am Indian River
- 1997: Trinkwassernot am Aralsee
- 1998: Der Aralsee – Wo das Wasser endet, endet die Erde
- 2001: Giftige Schiffe – Die Geschichte einer farblosen Substanz
- 2002: Fordlândia – Die vergessene Stadt im Regenwald
- 2004–2010: Yellow Cake – Die Lüge von der sauberen Energie (Langzeitdokumentation)
- 2006: Die verschwundenen Dörfer der Wismut
- 2007: terra incognita – DIE WISMUT

## Festivals und Preise (Auswahl)
München, Mannheim, Berlin, Amsterdam, Nyon, Edinburgh, Sydney, Leipzig, Moskau, Tampere, Osnabrück, London, Grenoble, Istanbul, Rio de Janeiro, Wien, Innsbruck, Tokio, Shanghai, Windhoek, Melbourne
- Hauptpreis VIII. Internationales Filmfestival, Moskau, Juli 1983
- Besondere Empfehlung der Internationalen Ökumenischen Jury, Leipzig 1991
- Zertifikat 21. Media Award London 1999
- Atlantis-Filmfest Wiesbaden 2010 Preis für den besten Dokumentarfilm
- Alaska International Film Festival 2010 Kodiak Award
- Ökofilmtour 2011 Hoimar-von-Ditfurth-Preis[8]
- 4th International Uranium Film Festival, 2014 Yellow Oscar